# 원녕태자
원녕태자(元寧太子, ? ~ 976년)는 고려의 왕족으로 태조와 숙목부인의 아들이다. 진주낭군(鎭州郞君)이라고도 한다.

## 생애

### 가계
고려의 초대 왕 태조와 태조의 제10비 숙목부인의 아들이며, 언제 태어났는지는 명확하지 않다. 성은 왕, 본관은 개성이며, 이름은 전해지지 않는다. 혜종, 정종, 광종 등의 이복 형제이다.
원녕태자의 생모 숙목부인에 대해 《고려사》에는 자세한 기록이 남아있지 않고, 단지 진주(지금의 충청북도 진천군) 출신이며 대광 명필(名必)의 딸이라고만 적혀 있다.
이에 대해 현대의 일부 학자는 태조 즉위 후 곧바로 행한 인사이동에서 나타나는 임명필(林明弼)을 숙목부인의 아버지 명필과 동일인으로 보기도 한다. 이렇게 될 경우 숙목부인은 진천 임씨(진주 임씨)가 된다. 한편 충북대학교 교수 신호철도 자신의 연구 논문 〈고려의 건국과 진주 임씨의 역할〉에서 숙목부인을 진주 임씨라고 주장하고, 그 혼인 시기는 태조가 궁예의 휘하에 있으면서 진주 지역을 정벌하러 갔을 때, 즉 고려 건국 전으로 추측하였다.

### 왕자 시절
광종은 960년(광종 11년) 이후 왕권 강화를 위해 호족들을 대대적으로 숙청하는 작업을 실시하였다. 그러나 광종이 죽고 그 아들 경종이 즉위하자, 광종 때 숙청되었던 호족들은 976년(경종 원년) 경부터 집정 왕선의 주도 하에 복수극을 실시하였는데, 이때 원녕태자와 효성태자(태조와 천안부원부인의 장남 천안부원낭군)도 살해를 당하고 말았다. 그러나 경종은 자신의 숙부뻘이 되는 원녕태자 등이 살해당하자 복수법에 염증을 느끼고, 이 해 음력 11월 왕선을 귀양보냈다. 한편 이러한 점을 근거로, 원녕태자 등이 광종의 호족 숙청에 상당한 지원을 했을 것으로 보는 견해가 있다.
호는 원녕태자(元寧太子)이며, 생전에는 진주낭군(鎭州郞君)으로도 불렸다. 원녕태자는 아들 효당태자를 둔 것으로 보아 혼인을 한 것은 확실한 듯 하나, 아내가 누구였는지는 기록이 남아있지 않아 알 수 없다.

## 가족 관계
- 조부 : 세조(世祖, ? ~ 897)
- 조모 : 위숙왕후 한씨(威肅王后)
  - 아버지 : 태조(太祖, 877 ~ 943)
- 외조부 : 임명필(林名必)
- 외조모 : ?
  - 어머니 : 숙목부인(肅穆夫人)
- 부인 : 미상
  - 아들 : 효당태자(孝當太子)

## 원녕태자가 등장하는 작품
- 《제국의 아침》(KBS, 2002년~2003년, 배우:김광영)